# (809) Lundia
(809) Lundia ist ein Asteroid des inneren Hauptgürtels. Der Asteroid hat einen Durchmesser von 6,9 km. Zusammen mit seinem Mond S/2005 (809) 1, der mit einem Durchmesser von etwa 6,1 km geringfügig kleiner als Lundia ist, bildet Lundia ein Doppelasteroidensystem.

## Entdeckung und Benennung
Lundia wurde am 11. August 1915 vom deutschen Astronomen Maximilian Franz Joseph Cornelius Wolf an der Landessternwarte Heidelberg-Königstuhl bei Heidelberg entdeckt.
Benannt wurde der Himmelskörper nach der schwedischen Stadt Lund, Standort des Alten Observatoriums Lund.
Seit der Entdeckung des Begleiters wird der Name „Lundia“ offiziell für die größere Komponente verwendet, während für die kleinere Komponente die Bezeichnung S/2005 (809) 1 gilt. Doch wird der Name oft auch für das ganze System verwendet.
Insgesamt wurde der Asteroid durch mehrere erdbasierte Teleskope beobachtet, insgesamt bisher 2408 Mal innerhalb von 101 Jahren. (Stand Sept. 2017)

## Bahneigenschaften

### Umlaufbahn
Lundia umkreist die Sonne auf einer prograden, elliptischen Umlaufbahn zwischen 275.787.000 km (1,84 AE) und 407.355.000 km (2,72 AE) Abstand zu deren Zentrum. Die Bahnexzentrizität beträgt 0,193, die Bahn ist um 7,15° gegenüber der Ekliptik geneigt. Ihre Bahn liegt demnach im inneren Asteroidengürtel.
Die Umlaufzeit von Lundia beträgt 3,45 Jahre.
Lundias Orbit liegt innerhalb (8) Flora-Familie, einer Anzahl von S-Klasse-Asteroiden, die die Sonne auf ähnlichen Bahnen zwischen 2,15 und 2,35 AE umlaufen und wahrscheinlich Fragmente einer vorangegangenen Kollision sind. Das V-Typ-Spektrum weist allerdings auf einen abweichenden Ursprung hin; möglicherweise ist Lundia ein Fragment eines großen früheren Einschlags auf Vesta, bzw. zwei Fragmente, wenn man den Begleiter S/2005 (809) 1 mitrechnet. Lundias Umlaufbahn ist jedoch zu weit von Vesta entfernt, um ein Mitglied der Vesta-Familie zu sein, so dass unklar ist, wie die beiden Lundia-Komponenten auf eine solche Bahn gerieten; allerdings sind andere Mitglieder der V-Typ-Asteroiden auch reichlich weit vom genannten Ursprungskörper entfernt. Ein Wechselspiel zwischen Jarkowski-Effekt und nichtlinearen säkularen Resonanzen wurden vorgeschlagen, die hauptsächlich die Planeten Jupiter und Saturn einschließen. Lundia ist daher wahrscheinlich ein Interloper innerhalb der Flora-Familie.

### Rotation
Lundia rotiert in 15 Stunden und 24,9 Minuten einmal um ihre Achse. Daraus ergibt sich, dass der Asteroid in einem Lundia-Jahr 1.961,9 Eigendrehungen vollführt. Da die Umlaufzeit gleich der Rotationszeit ist, und sich der Begleiter S/2005 (809) 1 ebenso verhält, handelt es sich um eine doppelt gebundene Rotation. Das bedeutet, dass sich beide Körper stets dieselbe Seite zuwenden, wie es etwa bei den Systemen Pluto/Charon oder Antiope A/B der Fall ist. Voraussetzung dafür ist ein ähnliches Masseverhältnis sowie eine enge Umlaufbahn der beiden Körper.
Beobachtungen der Lichtkurve zeigen eine Ausrichtung von Lundias Pol in Richtung der ekliptischen Koordinaten {\displaystyle (\beta ,\lambda )=(122^{\circ },22^{\circ })} mit 5° Unsicherheit.

## Physikalische Eigenschaften

### Größe
Der Einzelkörper-Durchmesser (effektiver System-Durchmesser) wird gegenwärtig auf 9,6 km geschätzt. Aufgrund der Doppelnatur des Lundia-Systems wird der eigentliche mittlere Durchmesser von Lundia selbst (Geometrisches Mittel) auf 6,9 km geschätzt; er ist damit nur um 11,6 % größer als sein Begleiter S/2005 (809) 1. Die genauen Dimensionen sind gegenwärtig noch unklar, doch hat mindestens eine der beiden Komponenten eine elongierte Form.
Ausgehend von einem mittleren Durchmesser von 6,9 km ergibt sich eine Oberfläche von etwa 150 km2, was knapp unter der Fläche von Liechtenstein liegt.
Bestimmungen des Durchmessers für Lundia
| Jahr | Abmessungen km | Quelle             |
| ---- | -------------- | ------------------ |
| 2009 | 9,1 ± 3,1      | Kryszczyńska u. a. |
| 2009 | 6,9 ± 2,4      | Kryszczyńska u. a. |
| 2012 | 10,26 ± 0,07   | Carry u. a.        |
| 2014 | 9,450 ± 0,184  | Masiero u. a.      |
| 2014 | 7,7            | Kryszczyńska u. a. |
| 2017 | 9,6 ± 1,1      | Bartczak u. a.     |

Die präziseste/aktuellste Bestimmung ist fett markiert.

### Innerer Aufbau
Lundia gehört zu den V-Typ-Asteroiden und besitzt daher eine sehr helle Oberfläche mit einer Albedo von 0,379. Die mittlere Dichte von 2,5 g/cm3 ist ein Hinweis darauf, dass es sich nicht um einen kompakten Körper handelt, sondern dass der Asteroid ein Rubble Pile sein dürfte, eine Ansammlung von Staub und Gesteinen, die von Hohlräumen durchsetzt ist. Die Porosität wird auf 13 bis 30 % geschätzt. Die ursprüngliche Schätzung der Dichte ging noch von 1,67 ± 0,04 g/cm3 aus, womit die Porosität wesentlich höher ausfallen würde.
Die Gesamtmasse des Systems beträgt {\displaystyle 4{,}86\cdot 10^{14}\ {\rm {kg}}}. Da der Begleiter nur geringfügig weniger Masse als der Hauptkörper aufweist, befindet sich das Baryzentrum des Systems auch beinahe mittig.
Die mittlere Oberflächentemperatur beträgt rund 165 bis 180 K (−108 bis −93 °C) und kann mittags bis auf maximal 260 bis 280 K (−13 bis +7 °C) ansteigen.

## Doppelsystem
Am 18. September 2005 konnte aus Beobachtungen der Lichtkurve die Existenz eines Mondes von Lundia abgeleitet werden, der die vorläufige Bezeichnung S/2005 (809) 1 erhielt. Dieser Begleiter hat einen Durchmesser von 6,1 Kilometern und umläuft das gemeinsame Baryzentrum in 0,64 Tagen innerhalb von Lundias Hill-Radius (1.200 km) in einem Abstand von knapp 16 km.
Die ähnlichen Größen der beiden Komponenten erschließen sich durch gegenseitige Bedeckungen; die Helligkeit fällt in einem ähnlichen Verhältnis ab, unabhängig davon, welche Komponente gerade verborgen ist. Aufgrund der vergleichbaren Größen listet das Minor Planet Center das System als Doppelsystem.
Das Lundia-System in der Übersicht:
| Komponenten               | Physikalische Parameter | Physikalische Parameter | Physikalische Parameter | Bahnparameter        | Bahnparameter  | Bahnparameter | Bahnparameter                  | Entdeckung       | Entdeckung             |
| Name                      | Durch- messer (km)      | Relativ- größe %        | Masse (kg)              | Große Halbachse (km) | Umlaufzeit (d) | Exzentrizität | Inklination zu Lundias Äquator | Datum Entdeckung | Datum Veröffentlichung |
| ------------------------- | ----------------------- | ----------------------- | ----------------------- | -------------------- | -------------- | ------------- | ------------------------------ | ---------------- | ---------------------- |
| (809) Lundia              | 6,9                     | 100,0                   | ?                       | —                    | —              | —             | —                              | 11. Aug. 1915    | 1915                   |
| S/2005 (809) 1 (Lundia I) | 6,1                     | 88,4                    | ?                       | 15,8                 | 0,6423225      | ?             | ?                              | 18. Sep. 2005    | 1. Okt. 2005           |